# (400150) 2006 UM335
(400150) 2006 UM335 es un asteroide perteneciente al cinturón de asteroides, descubierto el 17 de octubre de 2006 por el equipo del Catalina Sky Survey desde el Catalina Sky Survey, Arizona, Estados Unidos.

## Designación y nombre
Designado provisionalmente como 2006 UM335.

## Características orbitales
2006 UM335 está situado a una distancia media del Sol de 2,654 ua, pudiendo alejarse hasta 3,390 ua y acercarse hasta 1,917 ua. Su excentricidad es 0,277 y la inclinación orbital 14,03 grados. Emplea 1579,27 días en completar una órbita alrededor del Sol.

## Características físicas
La magnitud absoluta de 2006 UM335 es 16,1.